# Thiacidas cookei
Auchenisa cookei là một loài bướm đêm trong họ Noctuidae.